# Landau in der Pfalz
Landau hay Landau in der Pfalz (dân số cuối năm 2006 là 43.048 người) là một thành phố bao quanh bởi huyện Südliche Weinstraße ("con đường rượu vang phía nam") của phía nam Rhineland-Palatinate, Đức. Đây là một đô thị đại học (từ năm 1990), một trung tâm văn hóa bao quanh bởi các cánh đồng trồng nho của vùng trồng nho Palatinate. Phía đông giáp rừng Palatinate.
Landau được đề cập lần đầu là một khu định cư vào năm 1106. Lúc đó khu vực này thuộc các công tước Leiningen-Dagsburg-Landeck.

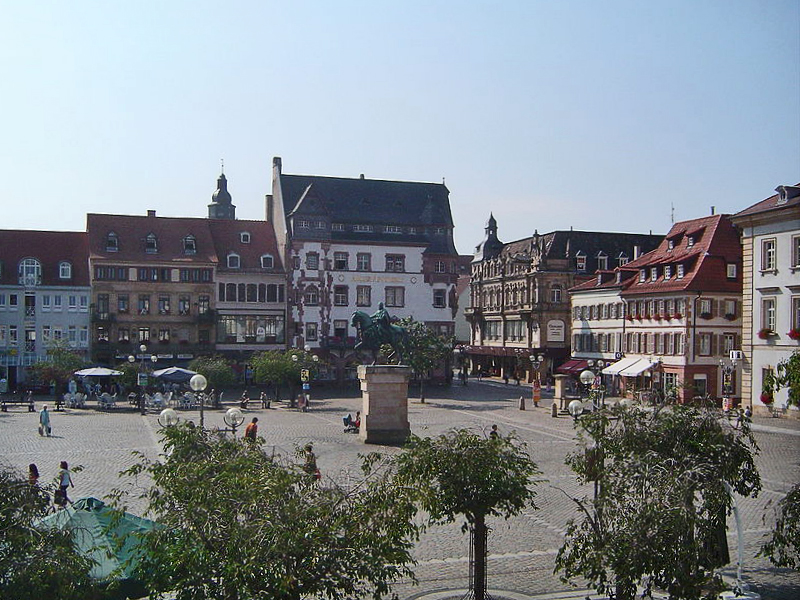
QuảngLandau's Main Square.

Landau đã bị Pháp chiếm từ năm 1680 đến năm 1815, lúc đó thành phố này là một trong các Décapole, 10 thành phố tự do của Alsace, và có thành Vauban bao quanh như ngày nay được thiết kế bởi kiến trúc sư quân sự của vua Louis XIV vào năm 1688.